# Joseph Mullin

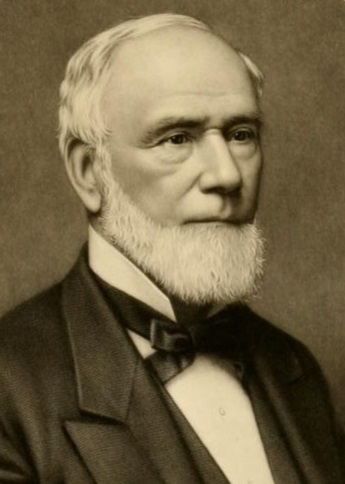
Joseph Mullin

Joseph Mullin (* 6. August 1811 in Dromore, Irland; † 17. Mai 1882 in Saratoga Springs, New York) war ein US-amerikanischer Jurist und Politiker. Zwischen 1847 und 1849 vertrat er den Bundesstaat New York im US-Repräsentantenhaus.

## Werdegang
Joseph Mullin wurde während der Regierungszeit von Georg III., König des Vereinigten Königreichs von Großbritannien und Irland, in Dromore im County Down geboren. Die Familie wanderte 1820 in die Vereinigten Staaten ein und ließ sich in Watertown im Jefferson County nieder. Dort besuchte er öffentliche Schulen. Dann arbeitete er in einer Druckerei. Mullin besuchte die Union Academy in Belleville und graduierte 1833 am Union College in Schenectady. Danach war er Principal an der Union Academy und unterrichtete später an der Watertown Academy. Er studierte Jura. Seine Zulassung als Anwalt erhielt er 1837. Man ernannte ihn 1841 zum Examiner of Chancery, Supreme Court Commissioner und Commissioner in Bankruptcy. Als Staatsanwalt (prosecuting attorney) war er zwischen 1843 und 1849 im Jefferson County tätig. Politisch gehörte er der Whig Party an.
Bei den Kongresswahlen des Jahres 1846 für den 30. Kongress wurde Mullin im 19. Wahlbezirk von New York in das US-Repräsentantenhaus in Washington, D.C. gewählt, wo er am 4. März 1847 die Nachfolge von Orville Hungerford antrat. Er schied nach dem 3. März 1849 aus dem Kongress aus.
Dann war er in den Jahren 1853 und 1854 Präsident in der Village von Watertown. 1856 wurde er beisitzender Richter (associate justice) am New York Supreme Court – eine Stellung, die er bis 1881 innehatte. Während dieser Zeit bekleidete er auch den Posten als Presiding Justice. Am 17. Mai 1882 verstarb er in Saratoga Springs und wurde dann auf dem Brookside Cemetery in Watertown beigesetzt.